# Нюфаундленд и Лабрадор
Нюфаундленд и Лабрадор (NL; на английски: Newfoundland and Labrador; на френски: Terre-Neuve-et-Labrador) е провинция на Канада.
Има обща площ от 405 212 km2 и население от 509 677 души (2001). Столица на провинцията е град Сейнт Джонс.
Географски провинцията се състои от остров Нюфаундленд и региона Лабрадор на Атлантическия океан. Името Лабрадор идва от фамилното име на португалски изследовател.